# 四川酸蔹藤
四川酸蔹藤（学名：Ampelocissus butoensis）为葡萄科酸蔹藤属下的一个种。

## 扩展阅读
- 維基物種上的相關：四川酸蔹藤